# SED Systems

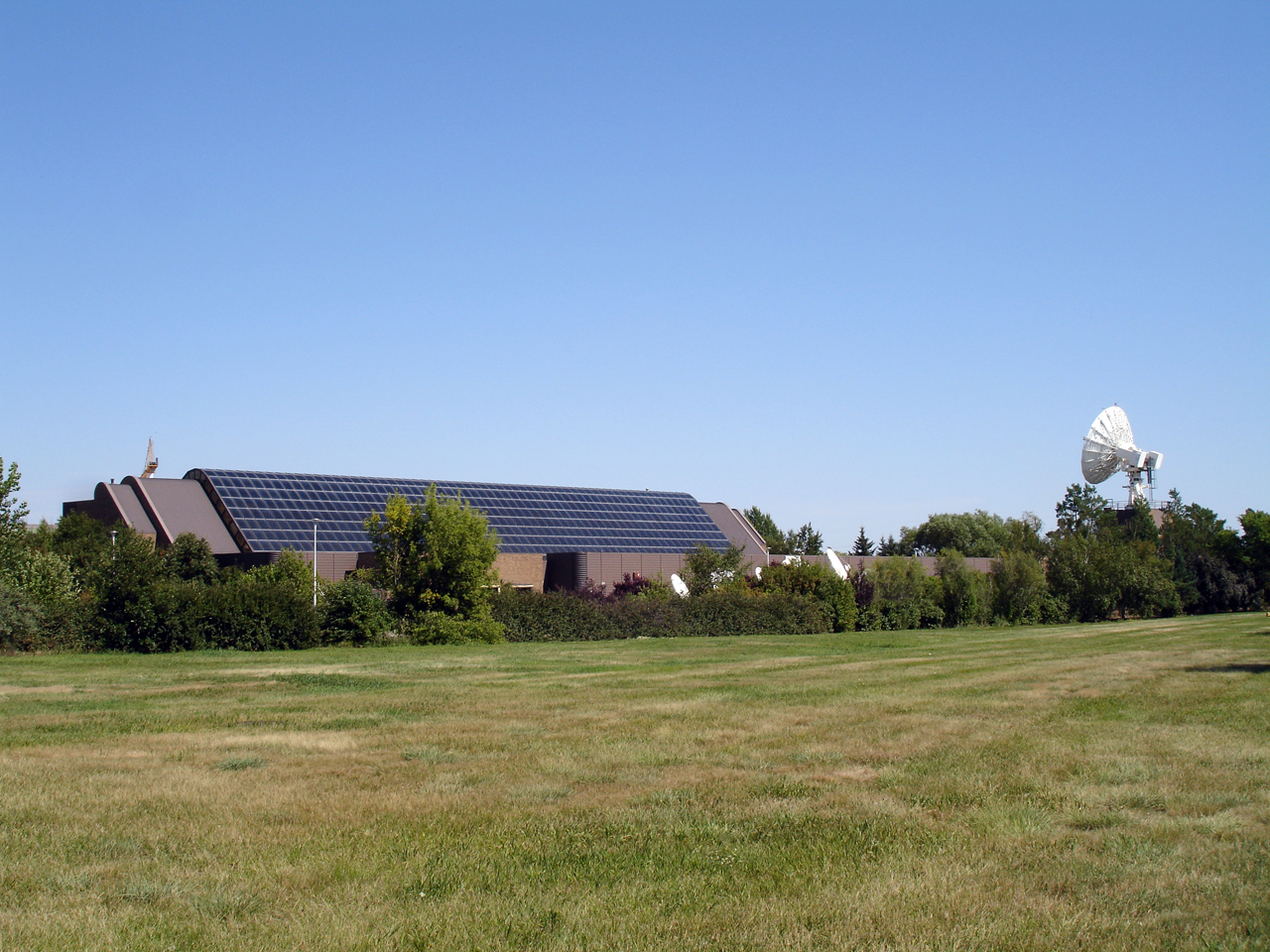
Hauptsitz von SED Systems in Saskatoon

SED Systems Ltd. ist ein Tochterunternehmen der kanadischen Firma Calian Technologies Ltd. mit Hauptsitz im Innovationspark in Saskatoon, Saskatchewan. SED Systems plant, entwirft und baut Kommunikationslösungen für Raumfahrtagenturen, Satellitenhersteller und Satellitenbetreiber.

## Geschichte
Hervorgegangen ist SED aus dem Institute of Space and Atmospheric Studies (ISAS) der University of Saskatchewan im Jahre 1965. 1965 wurde eine Abteilung (SED) gegründet, die sich speziell mit der Erforschung neuer Technologien befasst. 1967 erfolgte der erste Start mit einer von SED entwickelten Nutzlast auf dem Raketenstartplatz Fort Churchill, Manitoba. Zwischen 1965 und 1989 wurden insgesamt 65 Nutzlasten mit entwickelten Systemen von SED von Fort Churchill aus gestartet.
1972 lieferte SED die erste Bodenstation für den ersten kanadischen Kommunikationssatelliten. Durch den Umbau der Prince Albert Radar Laboratory zu einer Satelliten-Tracking-Station wurde die Anlage auch zu SED's erster Bodenstation für die kommenden 16 Jahre. Durch diese Anlage wurden die ersten Bilder des Landsat-Satelliten empfangen. Im gleichen Jahr wurde SED zu einem privaten Unternehmen ausgegliedert und in SED Systems umbenannt.
1977–1981 installierte SED Systems am nördlichsten Standort ein geo-synchrones Satelliten-Kommunikationssystem Eureka, 81 Grad Nord. SED Systems begann in Zusammenarbeit mit Hughes Aircraft Company mit der Einrichtung von Satellitentests sowie Bodenkontrollequipment. Die Zusammenarbeit besteht heute mit Boeing Satellite Systems. SED Systems begann die Zusammenarbeit mit Telesat Canada, um Satelliten-Tracking-Systeme in Kanada und Guam anzubieten. Das Unternehmen wurde reorganisiert und in SED Systems Inc. umgewandelt.
1982–1986 bot das Unternehmen erste Ground control systems für Brasiliens erste Kommunikationssatelliten. SED Systems gewann die Ausschreibung des kanadischen Ministeriums für Transportwesen für eine neue Ausstattung in der Luftfahrt. Das Unternehmen stattete ganz Kanada mit neuen modernen Flugkontrollsystemen für den zivilen Bereich aus.
In den folgenden Jahren (1986–1990) verfügte das Unternehmen über vier Sparten. Dazu zählen Satellite Ground Systems, Defense and Government Systems, Custom Manufacturing sowie Space Programs. SEDs Supra-thermal-Massenspektrometer wird auf dem Japanischen Satelliten AKEBONO genutzt. 1990 wurde SED Systems von Calian Technology Corporation übernommen.
1991–2000 etablierte sich SED Systems als Weltmarktführer im Bereich des In-orbit-Tests. Das Unternehmen liefert Systeme für KoreaSat, ICO, Thuraya, Mabuhay and Telenor. Das Unternehmen WorldSpace Corporation unterzeichnete einen Vertrag mit SED Systems, um Systeme für den ersten digitalen Radioservice über Satellit anbieten zu können. Das Unternehmen entwickelt und konstruiert ein Satellitensystem für das kanadische Militär. SED Systems erhielt den größten Auftrag in der Geschichte von der Europäischen Weltraumorganisation (ESA) für den Bau eines 35 Meter großen Spiegels für das Deep-Space-Antennensystem.
2000–2008 erhielt das Unternehmen mehrere Aufträge zur Satellitenkontrolle, darunter für Radarsat-2, ein anderes von der CIEL Satellite Group. Aufgrund des erfolgreichen Verlaufs und problemloser Nutzung des ersten 35-Meter-Kommunikationsspiegels der ESA erhielt das Unternehmen den Auftrag zum Bau einer zweiten 35 Meter großen Parabolantenne der ESA in Spanien.

## Produktpalette
Network Management Solutions
bietet Lösungen für das Networkmanagement an:
- Equipment Monitor & Control Systems
- Decimator Spectrum Analyzer
- Carrier & Spectrum Monitoring Systems
- Satellite Resource Management Systems
- Centralized Operations Management Solutions
- Gateway & Conditional Access Systems

SatCom Ground Stations
führt Forschungen, Entwicklungen und bietet Produkte:
- Bodenstationen sowie RF-Systeme. Das Unternehmen bietet Systeme an, die im C-, L-, S-, X-, Ku- und Ka-band arbeiten. Anwendungssysteme wie uplinks, Kommunikationssysteme für Telemetrie, Verfolgungs- und Kommandokontrollstationen.
- Entwicklung von Starcast Satellite Modulator für DVB-S2 und DVB-S
- Monitor- und Kontrollsysteme für Satellitenbetreiber, sowie für das Broadcasting
- In-orbit-Testsysteme für Satellitenhersteller
- Spread-Spectrum-Modulatoren und Demodulatoren
- Satelliten-Modulatoren und -Receiver

Satellite Control Systems and Services
darunter zählen Forschungen, Entwicklungen und Produkte u. a.:
- Das Deep-Space-Antennensysteme
- Mission-Control-Systeme
- Satellitenoperationen
- Beacon-Generatoren

Test Solutions
- In-orbit-Testsysteme
- Satellite Test Equipment
- Telecom Test Solutions